# Antonio Dionisi

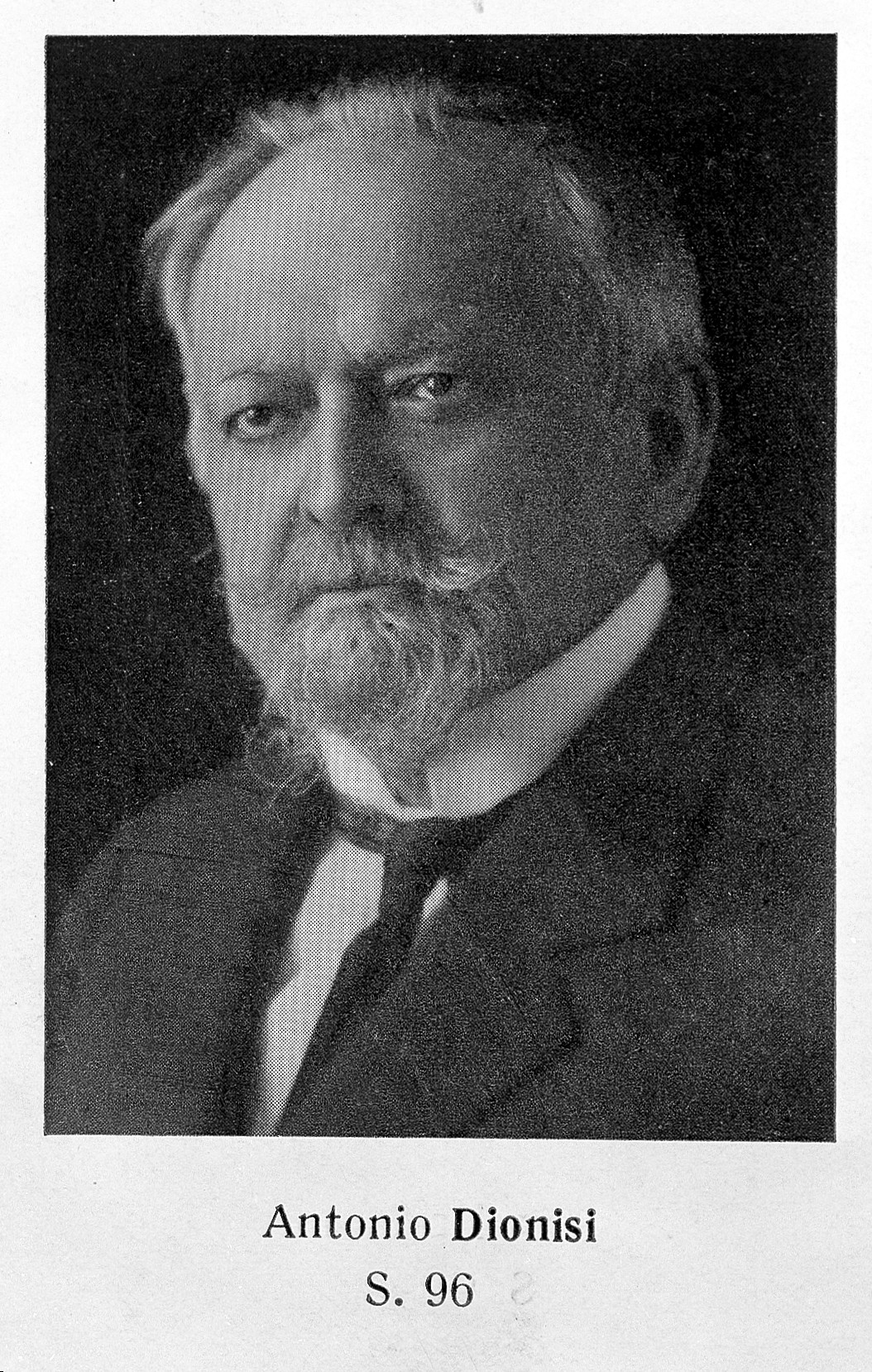
Antonio Dionisi

Antonio Dionisi (* 29. April 1866 in Pietracamela, Provinz Teramo, Italien; † 19. September 1931 in Salice Terme) war ein italienischer Arzt, Bakteriologe, Hygieniker, Parasitologe und Hochschullehrer, der sich insbesondere mit den Krankheitserregern der Malaria befasste.

## Leben

### Ausbildung
Dionisi war der Sohn des Arztes Francesco Dionisi.
Er absolvierte seine Schulausbildung im staatlichen Internat Domenico Cirillo in Bari (convitto nazionale "Cirillo" di Bari).
Dann studierte er bis 1890 Medizin und Chirurgie an der Universität La Sapienza in Rom.
Seine Diplomarbeit schrieb er zum Thema Malariainfektion.
Sie brachte ihm den Girolami-Preis ein, dotiert mit 500 Lire.
Nach Abschluss seines Studiums arbeitete Dionisi als Assistent der Pathologie am Institut für Höhere Studien in Florenz.
1891 studierte er dort bei Alessandro Lustig Piacezzi die Eigenschaften pathogener Mikroorganismen unter besonderer Berücksichtigung der Biochemie von Bakterien.

### Beruf
Dann kehrte Dionisi nach Rom zurück und arbeitete von 1891 bis 1892 als ehrenamtlicher Assistent am Lehrstuhl für Pathologische Anatomie bei Ettore Marchiafava.
Daneben diente er 1891 als medizinischer Assistent und 1896 als Leiter bei den Vereinigten Krankenhäusern (Pio Istituto di Santo Spirito e Ospedali Riuniti).
Von 1892 bis 1903 war er am Lehrstuhl für Pathologische Anatomie Prosektor.
Von 1899 bis 1900 leitete Dionisi die Malariastation in Maccarese.
1900 wurde Dionisi von der Stadt Rom die Verdienstmedaille für seine Leistungen im Kampf gegen die Malaria verliehen.
1901 habilitierte er sich mit einer Arbeit über Malaria bei Fledermäusen und deren Erreger, identifiziert durch Laboruntersuchungen.
1904 wurde er zum außerordentlichen Professor für pathologische Anatomie und Leiter des Lehrstuhls an die Universität Modena und Reggio Emilia berufen.
1907 wurde er dort ordentlicher Professor.
1910 ging er als ordentlicher Professor für pathologische Anatomie an die Universität Palermo.
1922 folgte Dionisi seinem Lehrer Ettore Marchiafava auf den Lehrstuhl für Pathologische Anatomie an der Universität Rom.

### Militärdienst im Ersten Weltkrieg
Im Ersten Weltkrieg diente Dionisi von 1915 bis 1918 freiwillig als Malariaberater bei der italienischen 3. Armee.
Er arbeitete in Feldlazaretten und lehrte an der Università Castrense di San Giorgio di Nogaro.
Für seinen Einsatz erhielt er 1917 die Tapferkeitsmedaille in Silber und zwei Kriegsverdienstkreuze.

## Forschungsinteressen
Dionisi forschte auf dem Gebiet der Infektionskrankheiten, ihrer gesellschaftlichen Auswirkungen und der Krankheitsprävention insbesondere auf dem Gebiet der Malaria.
Er untersuchte den Zusammenhang der Drüsen mit der inneren Sekretion und die Bedeutung des Retikulohistiozytären Systems bei verschiedenen Krankheiten.
Er erforschte die biologischen Eigenschaften der Parasiten und die durch Malaria verursachten Blutveränderungen.
Er stellte fest, dass kein Zusammenhang zwischen der Malaria des Menschen und der von Fledermäusen besteht und dass die Anopheles-Mücke die Malaria-Parasiten auf die Menschen überträgt.
Er beschäftigte sich mit der Wirkung des Chinin zur Behandlung der Malaria.
Außerdem arbeitete er hygienische Maßnahmen zur Verhinderung der Malaria aus.
In seinen Veröffentlichungen zum Thema Malaria klagte Dionisi die miserablen Lebensbedingungen der Landarbeiter und ihrer Familien an.
Dazu schlug er vor, in jeder malariagefährdeten Provinz ein technisches Büro für die Abwehr von Malaria einzurichten, bestehend aus einem Facharzt, einem Zoologen, einem Wasserbauingenieur und einem Landwirt.
Dionisi forschte auf allen Bereichen der pathologischen Anatomie, von der Pathologie des Blutes und der Hämatopoese bis hin zu der des Atemtraktes, des Nervensystems und des Verdauungstraktes.
Er veröffentlichte Arbeiten zur Leishmaniose, zur Poliomyelitis, zur Syringomyelie, zur Lungenentzündung, zum Ikterus und zur Nephropathie.

## Weitere Mitgliedschaften und Auszeichnungen
Dionisi war korrespondierendes Mitglied der Accademia Nazionale dei Lincei.
Seit 1923 war er Präsident des Bergsteigervereins Aquilotti del Gran Sasso.
1929 wurde er zum Akademiker Italiens ernannt.

## Veröffentlichungen (Auswahl)
- Blutparasiten bei Malaria, Deutsche medizinische Wochenschrift, volume:26 number:28 year:2009 pages: 459–459, OCLC 1189066151
- Ein Parasit der roten Blutkörperchen in einer Fledermausart, Moleschott’ Untersuchungen zur Naturlehre XVI
- Malattie del fegato e della milza, Roma: V. Ferri, 1928, OCLC 46871735
- Anatomia patologica della malaria zusammen mit G Lazzaro, Roma, Stab. tipo-litografico V. Ferri, 1927, OCLC 610265890
- Anatomia patologica delle "nefropatie", Roma : Bucciarelli, Socrate ; Libreria internazionale degl'istituti universitari, OCLC 898524377
- La difesa contro la malaria, Milano : Ravà & C., 1915, OCLC 953783785
- Il concetto di malattia, Modena, 1907, OCLC 79658430
- La Malaria di Maccarese dal marzo 1899 al febbraio 1900 in Atti della Società per gli Studi della Malaria, III, 1902, S. 5–6
- I parassiti endoglobulari dei pipistrelli, R. acad. d. Lincei. Rendic. classe di sci. fis. ser. 5, v. 7, pt. 2, p. 254–258. Roma, 1898, OCLC 702359911
- Un parassita del globulo rosso in una specie di pipistrello (Miniopterus Schreibersii Kuhl), Roma : Rome R. accad. d. Lincei., 1898, OCLC 1026995749